# Захаров, Валерий Николаевич (военный деятель)
Вале́рий Никола́евич Заха́ров (9 ноября 1920, Пама, Яранский уезд, Вятская губерния, РСФСР ― 18 февраля 2010, Йошкар-Ола, Марий Эл, Россия) — советский военный деятель. В годы Великой Отечественной войны ― начальник разведки дивизиона 186-го гвардии артиллерийского полка 84-й гвардейской стрелковой дивизии на Прибалтийском фронте, гвардии старший лейтенант; майор. Член ВКП(б) с 1943 года.

## Биография
Родился 9 ноября 1920 года в дер. Пама ныне Кикнурского района Кировской области в семье учителей.
В октябре 1939 года призван в Красную Армию, до начала войны воевал в 110 стрелковой дивизии на Западном фронте. Участник Великой Отечественной войны: в 1941 году окончил Томское артиллерийское училище, начальник разведки дивизиона 186-го гвардии артиллерийского полка 84-й гвардейской стрелковой дивизии на Прибалтийском фронте, гвардии старший лейтенант. Участник боёв на Курской дуге, освобождения Белоруссии и Кёнигсберга. Умело находил объекты противника и корректировал огонь своих батарей, успешно отражал контратаки. Дважды ранен. В 1943 году принят в ВКП(б). Завершил военную службу в октябре 1956 года в городе Черняховске Калининградской области в звании майора. Награждён орденами Отечественной войны I (трижды) и II степени, Красной Звезды (трижды) и медалями, в том числе медалью «Зв боевые заслуги».
В 1956―1971 годах работал диспетчером Марийского машиностроительного завода.
Ушёл из жизни 18 февраля 2010 года в г. Йошкар-Оле Марий Эл, похоронен там же.

## Награды
- Орден Отечественной войны I степени (21.11.1944, 15.04.1945, 21.02.1987)[3][4]
- Орден Отечественной войны II степени (25.08.1944)[3][4]
- Орден Красной Звезды (24.07.1943, 25.01.1944, 05.11.1954)[3][4]
- Медаль «За боевые заслуги» (15.11.1950)[3][4]
- Медаль «За победу над Германией в Великой Отечественной войне 1941—1945 гг.» (09.05.1945)[3][4]
- Медаль «За взятие Кёнигсберга» (09.06.1945)[3][4]
- Медаль «За воинскую доблесть. В ознаменование 100-летия со дня рождения Владимира Ильича Ленина»